# Eleição para governador de Minnesota em 2006
A eleição para governador do estado americano de Minnesota em 2006 foi realizada no dia 7 de novembro daquele ano. As primárias em nível estadual ocorreram no dia 12 de setembro de 2006. O republicano Tim Pawlenty derrotou o democrata Mike Hatch por um por cento de vantagem.